# Darien Nelson-Henry
Darien Nelson-Henry (* 17. Februar 1994 in Seattle) ist ein ehemaliger US-amerikanischer Basketballspieler.

## Laufbahn
Nach dem Ende seiner Schulzeit an der Lake Washington High School (US-Bundesstaat Washington) setzte der in Seattle geborene Nelson-Henry seine Basketballlaufbahn an der University of Pennsylvania in der ersten Division der NCAA fort. Er wurde zum Fixpunkt auf der korbnahen Innenposition und war in der Saison 2014/15 bester Rebounder der Mannschaft (5,1 Rebounds im Schnitt), in seinem Abschlussspieljahr 2015/16 führte Nelson-Henry die Basketballer der University of Pennsylvania als bester Punktesammler der Mannschaft (12,7 je Begegnung) und bester Rebounder (8,1 je Begegnung) an.
Der erste Halt seiner Karriere als Berufsbasketballspieler wurde die erste polnische Liga. Der Innenspieler wurde von Siarka Tarnobrzeg verpflichtet, bereits im November 2017 kam es jedoch wieder zur Trennung, da der Verein mit Nelson-Henrys Leistungen nicht zufrieden war.
Während der Sommerpause 2017 wurde er vom UBSC Graz unter Vertrag genommen und sollte in der österreichischen Bundesliga im Spieljahr 2017/18 voll einschlagen: Nelson-Henry verzeichnete in 31 Saisonspielen in der Bundesliga Spitzenzahlen von 19,8 Punkten (ligaweit der zweitbeste Wert) bei einer Feldwurfquote von 62,3 Prozent und 11,9 Rebounds pro Partie (ebenfalls ligaweit der zweitbeste Wert). Während der Sommerpause 2018 wechselte er innerhalb der Bundesliga zu den Kapfenberg Bulls. Mit Kapfenberg wurde er im Spieljahr 2018/19 Pokalsieger und österreichischer Meister. In der Bundesliga erzielte er in der Saison 2018/19 im Schnitt 8,7 Punkte und 5,2 Rebounds je Begegnung. In der Sommerpause 2019 vermeldete der bosnische Erstligist OKK Sloboda Tuzla seine Verpflichtung, noch im selben Jahr wechselte er zu den Leicester Riders nach England. 2022 gewann er mit der Mannschaft den Meistertitel in der British Basketball League (BBL). In den Spieljahren 2020/21 sowie 2021/22, in der man die Hauptrunde jeweils auf dem ersten Rang abschloss, wurde er in die Mannschaft des Jahres der BBL berufen. Im Anschluss an das Spieljahr 2022/23 beendete Nelson-Henry seine Laufbahn.